# Décès en novembre 2013
Décès
- 2009
- 2010
- 2011
- 2012
- 2013
- 2014
- 2015
- 2016
- 2017

Pour une information complémentaire, voir la page d'aide.

| Date         | Nom                       | Activités | Âge | Source |
| ------------ | ------------------------- | --- | --- | ------ |
| 1er novembre | François Bovon            | Théologien suisse. | 75  | (en)   |
| 1er novembre | Tato Laviera              | Auteur de théâtre, musicien et poète portoricain.                                                                                  | 63  | (en)   |
| 1er novembre | Hakimullah Mehsud         | Chef taliban pakistanais. | 34  |        |
| 1er novembre | Piet Rietveld (en)        | Économiste néerlandais. | 61  | (en)   |
| 2 novembre   | Walt Bellamy              | Basketteur américain, champion aux Jeux olympiques d'été de 1960.                                                                  | 74  |        |
| 2 novembre   | Vasco Bertelli            | Prélat catholique italien, évêque de Volterra (1985-2000).                                                                         | 89  | (en)   |
| 2 novembre   | Ghislaine Dupont          | Journaliste française. | 57  |        |
| 3 novembre   | Nick Cardy                | Dessinateur américain de comics.                                                                                                   | 93  | (en)   |
| 3 novembre   | Gerard Cieślik            | Footballeur polonais. | 86  | (pl)   |
| 3 novembre   | Vladimir Musalimov        | Boxeur soviétique, médaillé de bronze aux Jeux olympiques d'été de 1968.                                                           | 69  | (ru)   |
| 3 novembre   | Bernard Roberts           | Pianiste britannique. | 80  | (en)   |
| 3 novembre   | Agim Zajmi                | Artiste peintre albanais. | 76  | (sq)   |
| 4 novembre   | Hakon Barfod              | Marin norvégien, médaillé d'or aux Jeux olympiques d'été de 1948 et à ceux de 1952.                                                | 87  | (no)   |
| 4 novembre   | Pierre Bonte              | Ethnologue français. | 71  |        |
| 4 novembre   | Hans von Borsody          | Acteur allemand. | 84  | (de)   |
| 4 novembre   | Daniel Lefeuvre           | Historien français. | 62  |        |
| 4 novembre   | Georg Wahl                | Cavalier et dresseur allemand. | 93  | (de)   |
| 5 novembre   | Juan Carlos Calabró       | Acteur argentin. | 79  | (es)   |
| 5 novembre   | Juan Manuel Tenuta        | Acteur uruguayen. | 89  | (es)   |
| 5 novembre   | Charlie Trotter (en)      | Chef cuisinier américain. | 54  |        |
| 6 novembre   | Jorge Dória               | Acteur brésilien. | 92  | (pt)   |
| 6 novembre   | Peter Fatialofa           | Rugbyman samoan. | 54  | (en)   |
| 6 novembre   | Roberto Zárate            | Footballeur argentin. | 80  |        |
| 7 novembre   | Nikolaï Karpov            | Hockeyeur sur glace soviétique, médaillé de bronze aux Jeux olympiques d'hiver de 1960.                                            | 84  | (ru)   |
| 7 novembre   | Jack Mitchell             | Photographe américain. | 88  | (en)   |
| 7 novembre   | Amparo Rivelles           | Actrice espagnole. | 88  | (es)   |
| 7 novembre   | Manfred Rommel            | Homme politique allemand. | 84  | (de)   |
| 8 novembre   | Carl Lovsted              | Rameur américain, médaillé de bronze aux Jeux olympiques d'été de 1952.                                                            | 83  | (en)   |
| 8 novembre   | Jacques Siclier           | Journaliste et critique de cinéma français.                                                                                        | 86  |        |
| 9 novembre   | Jacques Besnard           | Réalisateur français. | 84  |        |
| 10 novembre  | Vijaydan Detha            | Écrivain indien. | 87  | (en)   |
| 10 novembre  | Giorgio Orelli            | Écrivain suisse. | 92  |        |
| 11 novembre  | Domenico Bartolucci       | Cardinal italien de l'Église catholique romaine.                                                                                   | 96  | (en)   |
| 11 novembre  | Stein Grieg Halvorsen     | Acteur norvégien centenaire. | 104 | (no)   |
| 12 novembre  | Giuseppe Casari           | Footballeur italien. | 91  | (it)   |
| 12 novembre  | Konrad Rudnicki           | Astronome polonais. | 87  | (pl)   |
| 12 novembre  | Al Ruscio                 | Acteur américain. | 89  | (en)   |
| 12 novembre  | Aleksandr Serebrov        | Cosmonaute soviétique. | 69  | (en)   |
| 12 novembre  | John Tavener              | Compositeur britannique. | 69  |        |
| 12 novembre  | Kurt Trampedach           | Artiste peintre et sculpteur danois.                                                                                               | 70  | (da)   |
| 13 novembre  | Todd Christensen          | Joueur américain de football américain.                                                                                            | 57  |        |
| 13 novembre  | Pierre Frank              | Homme de théâtre français. | 91  |        |
| 13 novembre  | Thierry Gerbier           | Biathlète français. | 48  |        |
| 13 novembre  | Serge Lafaurie            | Journaliste français. | 85  |        |
| 13 novembre  | Barbara Lawrence          | Actrice américaine. | 83  |        |
| 13 novembre  | Maurice Sarfati           | Acteur, scénariste, réalisateur et directeur artistique français.                                                                  | 82  |        |
| 14 novembre  | Anny Gould                | Chanteuse française. | 93  |        |
| 14 novembre  | James McCluskey           | Arbitre écossais de football. | 63  | (en)   |
| 15 novembre  | Érik Colin                | Acteur, doubleur et directeur artistique français.                                                                                 | 66  |        |
| 15 novembre  | Raimondo D'Inzeo          | Cavalier italien, sextuple médaillé olympique, champion aux Jeux olympiques d'été de 1960.                                         | 88  |        |
| 15 novembre  | Félix Geybels             | Footballeur belge. | 77  |        |
| 15 novembre  | Gláfkos Klirídis          | Homme politique chypriote, Président (1974, 1993-2003).                                                                            | 94  | (en)   |
| 16 novembre  | Zbyněk Hejda              | Poète tchèque. | 83  | (en)   |
| 16 novembre  | Paul-Louis Mignon         | Critique dramatique français. | 92  |        |
| 16 novembre  | Bruno Sermonne            | Comédien français. | 72  |        |
| 17 novembre  | Michel Cointat            | Homme politique français, député d'Ille-et-Vilaine (1967-1993) et ministre (1971-1972, 1980-1981).                                 | 92  |        |
| 17 novembre  | Eugène Leliepvre          | Peintre, dessinateur et illustrateur français                                                                                      | 105 |        |
| 17 novembre  | Doris Lessing             | Écrivain britannique, prix Nobel de littérature (2007).                                                                            | 94  |        |
| 18 novembre  | Pierre Bican              | Footballeur et pongiste français.                                                                                                  | 92  |        |
| 18 novembre  | Alain Plenel              | Haut fonctionnaire français. | 91  |        |
| 18 novembre  | Ljubomir Vračarević       | Professeur serbe d'art martiaux, fondateur du Real Aikido.                                                                         | 66  | (sl)   |
| 18 novembre  | Peter Wintonick           | Cinéaste documentariste canadien, québécois.                                                                                       | 60  |        |
| 19 novembre  | Marc Breaux               | Chorégraphe américain. | 89  | (en)   |
| 19 novembre  | Taisiya Chenchik          | Athlète soviétique, médaillée de bronze aux Jeux olympiques d'été de 1964.                                                         | 77  | (ru)   |
| 19 novembre  | Diane Disney Miller       | Philanthrope américaine, fille aînée de Walt Disney.                                                                               | 79  |        |
| 19 novembre  | André Filippini           | Bobeur puis homme d'affaires suisse, médaillé de bronze aux Jeux olympiques d'hiver de 1952.                                       | 89  |        |
| 19 novembre  | Matthias N'Gartéri Mayadi | Évêque tchadien, archevêque de N’Djamena.                                                                                          | 72  |        |
| 19 novembre  | Frederick Sanger          | Biochimiste britannique, prix Nobel de chimie (1958, 1980).                                                                        | 95  |        |
| 20 novembre  | Sylvia Browne             | Médium et écrivain américaine. | 77  | (en)   |
| 20 novembre  | Roland de Candé           | Musicologue français. | 90  |        |
| 20 novembre  | Joseph Paul Franklin      | Tueur en série américain. | 63  |        |
| 20 novembre  | José Hernández            | Artiste peintre espagnol. | 69  | (es)   |
| 20 novembre  | Émile Véron               | Entrepreneur français en modélisme automobile, fondateur de Majorette.                                                             | 88  |        |
| 21 novembre  | Theo Gerdener             | Homme politique sud-africain, sénateur, administrateur de la province du Natal (1961-1970) et ministre de l'intérieur (1970-1972). | 97  | (af)   |
| 21 novembre  | Vern Mikkelsen            | Basketteur américain. | 85  |        |
| 21 novembre  | Bernard Parmegiani        | Compositeur français de musique électroacoustique.                                                                                 | 86  |        |
| 21 novembre  | Conrad Susa               | Compositeur américain. | 78  |        |
| 21 novembre  | Maurice Vachon            | Lutteur professionnel (catcheur) québécois.                                                                                        | 84  |        |
| 21 novembre  | Michael Weiner            | Syndicaliste américain. | 51  |        |
| 22 novembre  | Pierre Joatton            | Évêque français. | 83  |        |
| 22 novembre  | Aleksandr Komarov         | Hockeyeur sur glace soviétique. | 90  | (ru)   |
| 22 novembre  | Georges Lautner           | Réalisateur et scénariste français.                                                                                                | 87  |        |
| 23 novembre  | Connie Broden             | Hockeyeur sur glace canadien. | 81  | (en)   |
| 23 novembre  | Yvon Harmegnies           | Homme politique belge. | 70  |        |
| 23 novembre  | Costanzo Preve            | Philosophe et intellectuel italien.                                                                                                | 70  | (it)   |
| 24 novembre  | Amedeo Amadei             | Footballeur italien. | 92  | (it)   |
| 24 novembre  | Arnaud Coyot              | Coureur cycliste français. | 33  |        |
| 25 novembre  | Pierre Eychart            | Peintre français. | 70  |        |
| 25 novembre  | Bill Foulkes              | Footballeur anglais. | 81  | (en)   |
| 25 novembre  | Chico Hamilton            | Batteur américain de jazz. | 92  |        |
| 25 novembre  | Egon Lánský               | Journaliste et homme politique tchèque.                                                                                            | 79  |        |
| 25 novembre  | Al Plastino               | Artiste américain de comics. | 91  | (en)   |
| 25 novembre  | Tsujii Takashi            | Écrivain japonais. | 86  | (en)   |
| 26 novembre  | René Bouloc               | Acteur français. | 69  | (fr)   |
| 26 novembre  | Pierre Depré              | Journaliste et commentateur sportif belge.                                                                                         | 68  |        |
| 26 novembre  | Arik Einstein             | Chanteur et acteur israélien. | 74  |        |
| 26 novembre  | Saul Leiter               | Photographe américain. | 89  |        |
| 26 novembre  | Tony Musante              | Acteur américain. | 77  |        |
| 26 novembre  | Lucien Neuwirth           | Homme politique français. | 89  |        |
| 26 novembre  | Cayetano Ré               | Joueur puis entraîneur paraguayen de football.                                                                                     | 75  | (es)   |
| 27 novembre  | Lewis Collins             | Acteur britannique. | 67  |        |
| 27 novembre  | Georges Lapouge           | Prêtre et résistant français. | 99  |        |
| 27 novembre  | Nílton Santos             | Footballeur brésilien. | 88  |        |
| 27 novembre  | Michel Tyszblat           | Peintre français. | 77  |        |
| 28 novembre  | Mitja Ribičič             | Homme politique yougoslave, Premier ministre (1969-1971).                                                                          | 94  |        |
| 28 novembre  | Jean-Louis Roux           | Comédien québécois, directeur théâtral, traducteur et metteur en scène.                                                            | 90  |        |
| 28 novembre  | Mohamed Sibari            | Écrivain marocain. | 68  |        |
| 29 novembre  | Oliver Cheatham           | Chanteur américain. | 65  | (en)   |
| 29 novembre  | Natalia Gorbanevskaïa     | Poétesse russe, dissidente soviétique.                                                                                             | 77  |        |
| 29 novembre  | Chris Howland             | Présentateur de télévision britannico-germanique.                                                                                  | 85  | (en)   |
| 29 novembre  | Valdis Muižnieks          | Basketteur soviétique, triple médaillé d'argent aux Jeux olympiques d'été de 1956, de 1960 et de 1964.                             | 78  | (lv)   |
| 29 novembre  | Luis Alfaro Ucero         | Homme politique vénézuélien. | 91  | (es)   |
| 30 novembre  | Colin Eglin               | Homme politique sud-africain. | 88  | (en)   |
| 30 novembre  | Peter Graf                | Coach de tennis allemand et père de Steffi Graf.                                                                                   | 75  | (de)   |
| 30 novembre  | Jean Kent                 | Actrice britannique. | 92  | (en)   |
| 30 novembre  | Moussa Konaté             | Écrivain malien. | 62  |        |
| 30 novembre  | Tabu Ley Rochereau        | Musicien et homme politique kino-congolais.                                                                                        | 73  |        |
| 30 novembre  | Doriano Romboni           | Pilote de Grand Prix moto italien.                                                                                                 | 44  |        |
| 30 novembre  | Paul Walker               | Acteur, scénariste et producteur américain.                                                                                        | 40  |        |
| 30 novembre  | Youri Yakovlev            | Acteur russe. | 86  | (ru)   |